# Barthélemy de Jur
Barthélemy  de Grandson, dit de Jur († 26 juin 1158) est un évêque de Laon de 1113 à 1151.
De Jur, et non de Vir, comme on l'écrivit au dix-neuvième siècle, par une mauvaise lecture de son nom, en souvenir de son père (Falco de Jure vel Serrata). Issu de la famille de Grandson, on le trouve parfois nommé de Joux, mais également Barthélémy de Jura, ou de La-Sarra. 

## Biographie

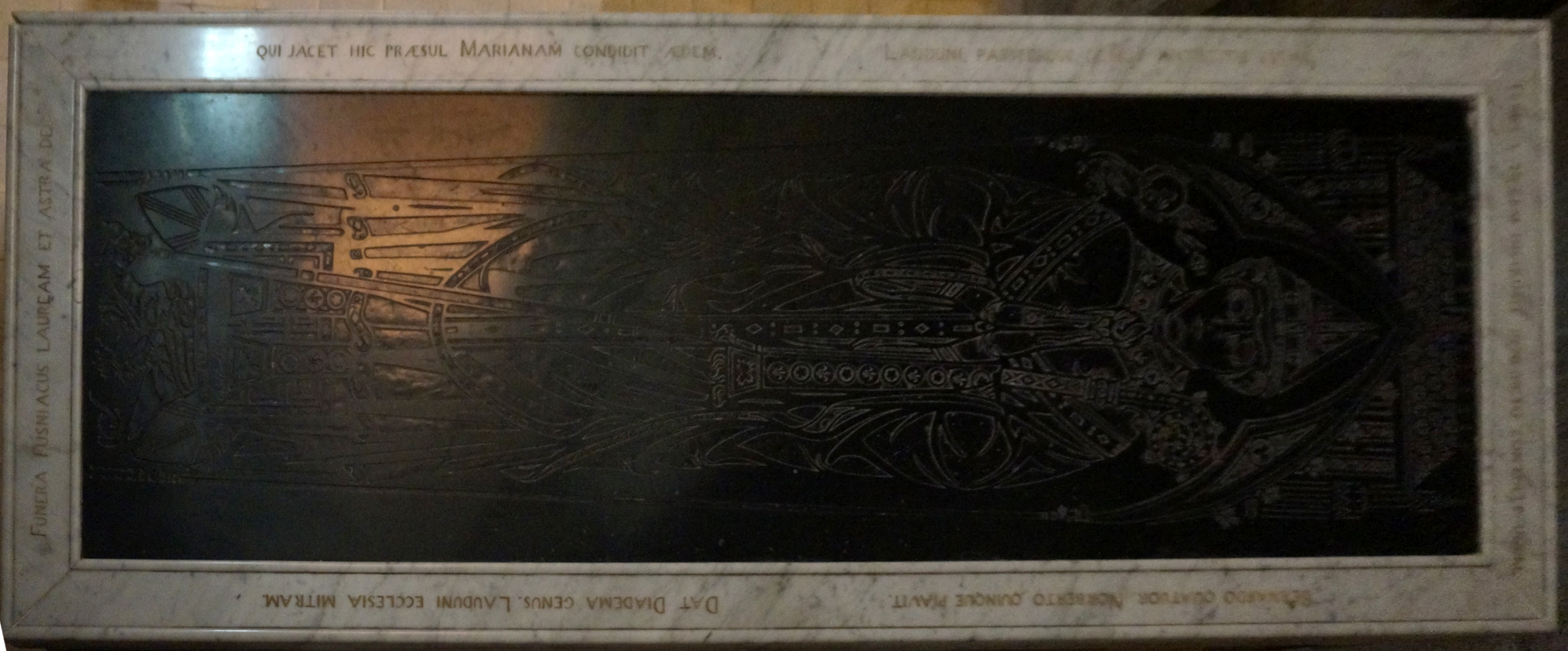
Le gisant de Barthélemy de Jur dans une chapelle latéralede la Cathédrale Notre-Dame de Laon.

La date de naissance de Barthélemy n'est pas connue, cependant des auteurs avancent pour indication vers 1080. Il est le fils aîné de Conon,, dit Falco de Jure vel Serrata (Falcon, Foulques) seigneur de Grandson, de La Sarraz, du Jura et de Lausanne, et de Aélis (Ade, Adélaïde), fille de Hilduin, seigneur de Ramerupt et de Montdidier, et d'Adélaïde de Roucy. 
Avant de devenir évêque de Laon, il est sous-diacre puis trésorier de l'église de Reims, dont l'archevêque Manassès II de Châtillon était son grand-oncle maternel, et coûtre de la collégiale de Saint-Quentin.
Il participe avec ses propres deniers à la reconstruction de l'église cathédrale Notre-Dame de Laon qui avait beaucoup souffert de l'insurrection communale de 1112. Très favorable à la réforme grégorienne, il attire près de lui saint Norbert de Xanten qui fonde, en 1120, une abbaye dans la forêt de Voas, au lieu-dit Prémontré qu'il lui avait offert (site éponyme de l'ordre) et organise sa rencontre avec le pape Calixte II lors de son passage à Laon. 
Avec Bernard de Clairvaux, il favorise en 1121 la fondation des abbayes de Foigny (1121), puis de Vauclair dans la forêt du même nom au sud de Laon (1134). Avec l'aide de son frère Ebal (Eble), il prend aussi part à la fondation de l'abbaye du lac de Joux, autrefois appelée abbaye du lac de Cuarnens, de l'ordre des Prémontrés.
En 1142, assisté de l'évêque de Senlis Pierre et de l'évêque de Noyon Simon, tous les trois, sans doute abusés par les dires du comte Raoul Ier de Vermandois, ont consenti à bénir l’union de Pétronille d'Aquitaine et du comte de Vermandois qui avait répudié, en toute illégalité, sa première épouse Eléonore de Blois, sœur du comte Thibaut IV. En 1148, un concile tenu à Reims confirme l'invalidité de ce mariage et excommunie les deux. 
Barthélemy de Jur démissionne en 1151 de son évêché et se retire comme simple moine au monastère cistercien de Foigny, en Thiérache, où il meurt le 26 juin 1158,.